# Google Noticias
Google Noticias, conocido en España como Google News, es un agregador y buscador de noticias automatizado que rastrea de forma constante la información de los principales medios de comunicación en línea.
El sitio web de Google Noticias, se actualiza cada 15 minutos y fue lanzado en versión beta en septiembre de 2002.[cita requerida] Existen más de 40 ediciones regionales de en diversos idiomas, entre los que se incluyen el alemán, el árabe, el chino, el coreano, el francés, el griego, el hebreo, el hindi, el neerlandés, el inglés, el italiano, el japonés, el noruego, el portugués, el ruso y el sueco. Cada una de dichas ediciones está adaptada específicamente a los lectores de los respectivos países.[cita requerida]
Los artículos se seleccionan y se clasifican mediante un sistema informatizado que evalúa, entre otras cosas, la frecuencia y los sitios en los que aparece una noticia. Consecuentemente, las noticias se escogen independientemente de la ideología o el punto de vista político, y el usuario puede elegir de entre una amplia variedad de perspectivas sobre un mismo hecho.[cita requerida]
La promoción de este sitio asegura neutralidad en la selección de las noticias mostradas debido a que en la misma no existe intervención humana.[cita requerida]
La versión en inglés tiene más secciones que el resto de versiones, como la sección local y la de "Editors" Picks".[cita requerida]
En el caso de España, tres un cambio en la Ley de Propiedad Intelectual aprobada por el Ejecutivo de Mariano Rajoy en su X Legislatura de España, Google decidió cerrar su servicio de noticias en el país. El motivo del cierre radica en el denominado Canon AEDE (llamado así por la Asociación de Editores de Diarios Españoles), introducido en la mencionada Ley de Propiedad Intelectual y por el cual el gobierno obligaba a pagar a todos los agregadores que, como Google Noticias, mostrasen fragmentos significativos de un contenido perteneciente a cualquier otro medio; una situación insostenible para la propia Google, quienes aseguran que no obtienen beneficios para ello. Por ende, el cierre de Google Noticias en España se hizo efectivo el 16 de diciembre de 2014.
En 2014 se desarrolló la versión para móviles, la cual se incluía por defecto en Android Lollipop.[cita requerida]
En 2022 y de vuelta en España, el Ejecutivo de Pedro Sánchez aprueba el proyecto de la nueva Ley de Propiedad Intelectual, que deroga la anterior ley propuesta por el gobierno popular y todos sus efectos. Este movimiento por parte del Gobierno de la XIV Legislatura de España abre las puertas a Google para traer de vuelta su servicio de Noticias a España, reabriendo así Google Noticias el 22 de junio de 2022; casi 8 años después de su salida de territorio español, y justo en el 20 aniversario de su lanzamiento a nivel global.

## Funcionalidades
- Permite ordenar o cambiar la cantidad de noticias al entrar al sitio de Google Noticias. Todas las preferencias se guardan en una cookie enviada al navegador web
- La lista de noticias es de 30 días máximo de consulta.
- La lista de noticias está disponible, tanto en versión imágenes como en versión de texto.

## Polémica
Desde que el proyecto fue lanzado, una serie de editoriales y publicadores quieren que Google pague por el uso de sus imágenes y noticias. Sin embargo, dos factores han hecho que las demandas contra Google no fructifiquen: la publicidad gratuita y el “no” uso del contenido de la noticia, sino que solo se usa la redirección para ver la noticia.[cita requerida]
Asimismo, ha recibido críticas negativas por parte de periódicos cuyas noticias son publicadas en este sitio web, basadas en el hecho de que los lectores se quedan solo con los titulares, sin profundizar en el contenido de las noticias.[cita requerida]

## Cierre de Google Noticias España
En el año 2014, tras cambios en la legislación española en la Ley de Propiedad Intelectual, Google anunció la clausura el servicio de Google Noticias en España (siendo España el único país europeo sin tal servicio), ya que la nueva ley les obligaba a pagar a los editores de las noticias presentadas. Desde entonces el portal de Google News España muestra un manifiesto explicando el caso. Durante este tiempo sin embargo si mantuvo operativa la aplicación móvil de Google Noticias y otros servicios similares, como resultados de búsqueda para noticias, y lanzó el servicio de recomendación de noticias Google Discover.
Posteriormente Google anunció que no reactivaría el servicio hasta que ocurriese un cambio legislativo que le permitiese negociar de forma independiente con cada medio la compensación por los derechos de autor. Este cambio en la ley se produjo el 2 de noviembre de 2021. El 22 de junio de 2022 Google reactivó la página web de Google Noticias en España coincidiendo con un cambio de diseño del servicio en el resto del mundo.

## Logotipos

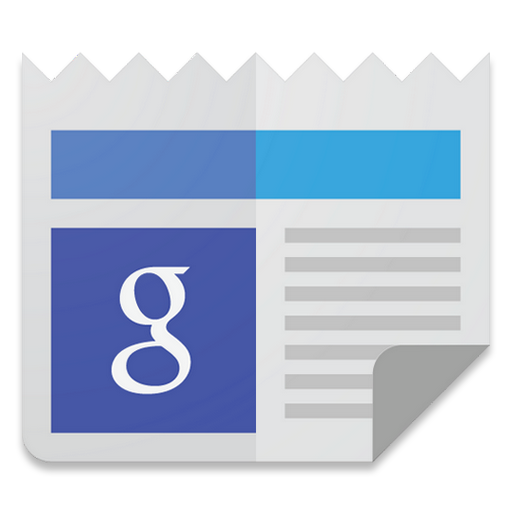
Logotipo usado de 2014 hasta 2015.
Logotipo usado desde 2015 hasta 2018.
Logotipo usado desde 2018 hasta la actualidad.